# Rogas surrogatus
Rogas surrogatus är en stekelart som först beskrevs av Schulz 1907.  Rogas surrogatus ingår i släktet Rogas och familjen bracksteklar. Inga underarter finns listade i Catalogue of Life.